# Christmaseilandboeboekuil
De Christmaseilandboeboekuil (Ninox natalis) is een vogel uit de familie Strigidae (Echte uilen). De vogel werd in 1889 door Joseph Jackson Lister beschreven. Het is een kwetsbare, endemische vogelsoort op Christmaseiland, een eiland in de Indische Oceaan ten zuiden van Java.

## Kenmerken
De vogel is 26 tot 29 cm lang. Het is een kleine, roodbruin gekleurde valkuil. Van boven hebben de vleugeldekveren rijtjes witte stippen. De slagpennen en de staart zijn donkerder roodbruin. Van onder is de vogel afwisselend roestroodbruin en wit, horizontaal gestreept. Het oog is geel en de gezichtschijf zijn vrij donker. De poten zijn geel.

## Verspreiding en leefgebied
De soort komt voor op Christmaseiland. Het leefgebied bestaat uit verschillende landschapstypen met bos en struikgewas in laagland onder de 360 meter boven zeeniveau. De belangrijkste voorwaarde is de aanwezigheid van bomen met holen. De vogel mijdt het zwaar door mijnbouw aangetaste gebied. Deze boeboekuil leeft hoofdzakelijk van grote ongewervelde dieren.

## Status
De christmaseilandboeboekuil heeft een beperkt verspreidingsgebied en daardoor is de kans op uitsterven aanwezig. De grootte van de populatie werd in 2022 door BirdLife International geschat op ongeveer 240 tot 1200 volwassen individuen. Het leefgebied wordt aangetast door mijnbouw (fosfaat) die gepaard gaat met ontbossing. Verder is er de hazewindmier (Anoplolepis gracilipes) op het eiland actief waardoor de vegetaties veranderen en het voor de uil lastig is om op ongewervelde grote dieren te jagen. Om deze redenen staat deze soort als kwetsbaar op de Rode Lijst van de IUCN.